# NGC 3599
NGC 3599 este o galaxie lenticulară situată în constelația Leul. A fost descoperită în 14 martie 1784 de către William Herschel. Se află la o distanță de 19,86 megaparseci de Pământ.